# Kret europejski
Kret europejski (Talpa europaea) – gatunek owadożernego ssaka z rodziny kretowatych, zaliczanej do rzędu ryjówkokształtnych (Soricomorpha), zwyczajowo nazywany kretem.
Masa walcowatego ciała do 120 g, długość ciała do 17–20 cm. Pysk o ryjkowatym kształcie, zaopatrzony w 44 zęby. Oczy uwstecznione (o średnicy ok. 1 mm, prawdopodobnie niewrażliwe na światło). Uszy, cofnięte na tył czaszki, nie posiadają małżowin zewnętrznych, są natomiast zaopatrzone jedynie w fałd skórny i w specjalne włosy zamykające otwory słuchowe. Sierść czarna, charakteryzująca się wyjątkową gęstością włosów dwojakiego rodzaju: puchowych i pokrywowych (200 włosków na 1 mm²), przy dotknięciu dające wrażenie „aksamitnych”.

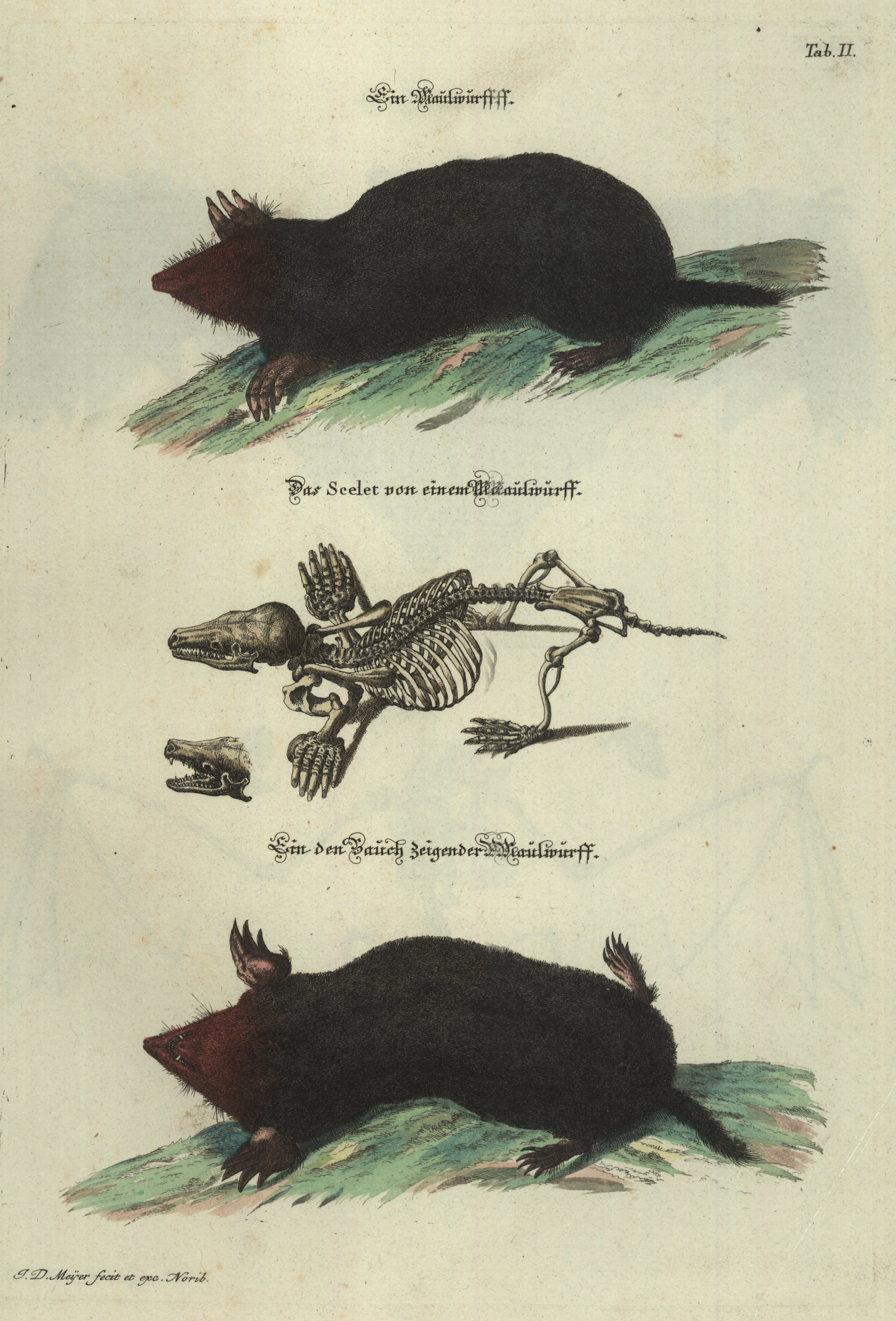
Kret europejski, miedzioryt kolorowany (Johann Daniel Meyer, 1748)

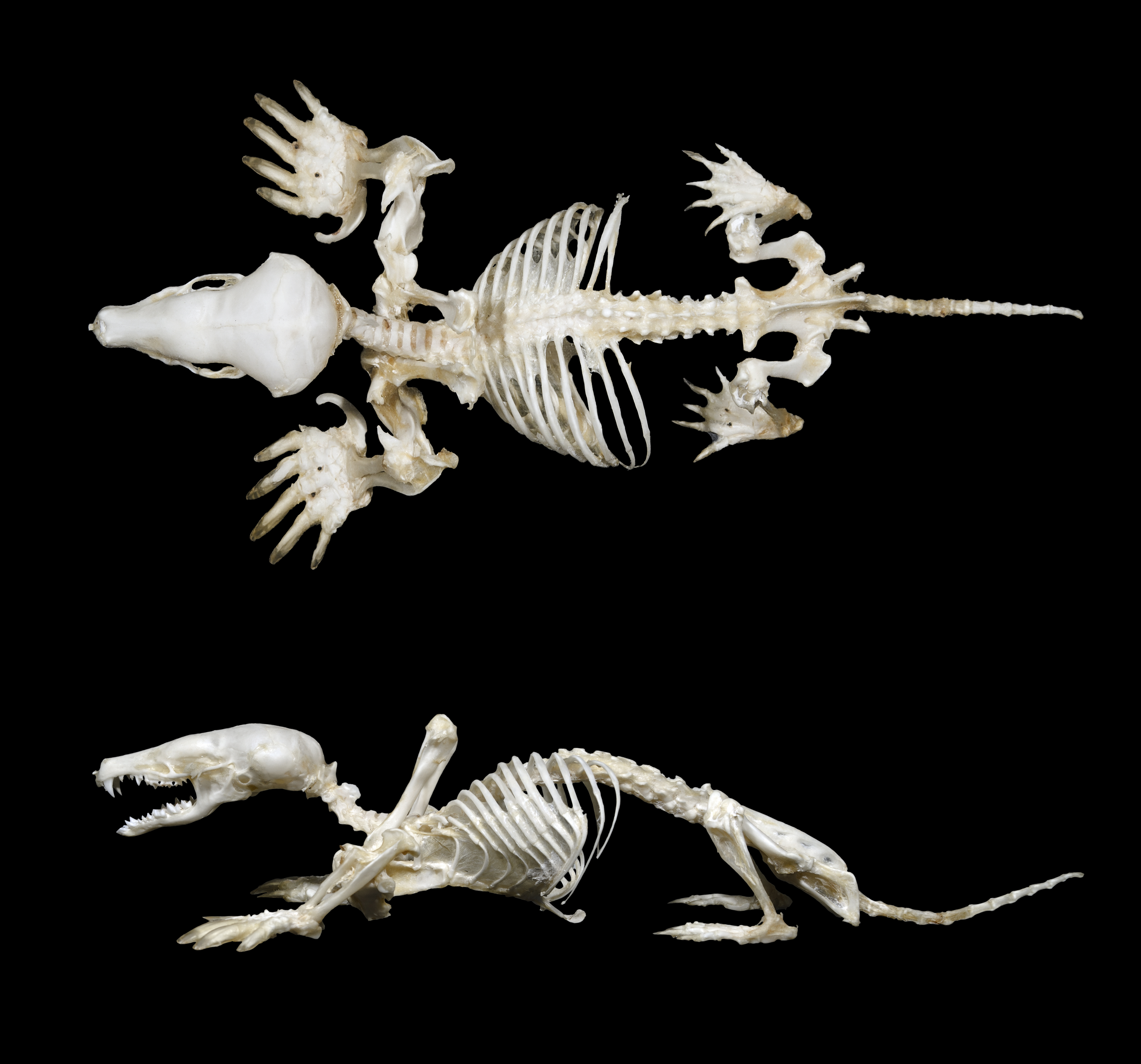
Szkielet

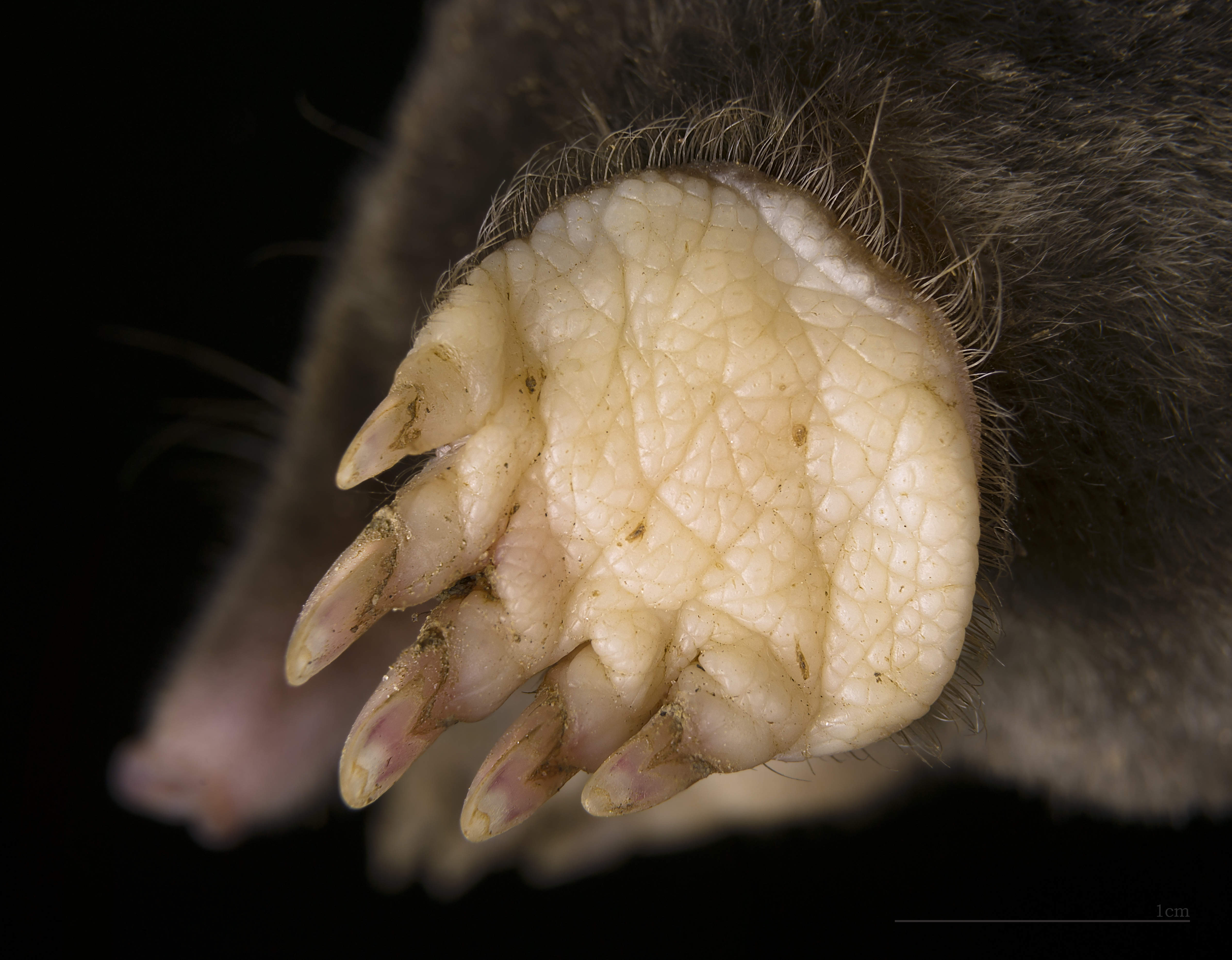
Przednia łapa

Silne, łopatowate łapy z mocnymi zagiętymi do tyłu pazurami są przystosowane do kopania podziemnych tuneli. Szczególnie silne i duże są łapy przednie o zredukowanych kościach przedramienia.
Odżywia się dżdżownicami, larwami owadów i drobnymi kręgowcami, które lokalizuje dzięki czułemu słuchowi oraz włosom czuciowym na pysku i ogonie, czułym na drgania (stąd odstraszanie kretów polega na montowaniu odstraszaczy wibracyjno-akustycznych). Na głębokości 20–50 cm wykopuje system podziemnych tuneli o średnicy 6 cm, rozciągających na długość ok. 100–200 m (czasem do 1 km) i terytorium ok. 2000–6000 m², stanowiący rodzaj pułapki na faunę glebową (preferuje gleby żyzne i wilgotne). Korytarze drąży z prędkością 12–15 m/godzinę, wypychając jednorazowo 100–150 g ziemi (tzw. kretowina), które następnie patroluje co kilka godzin. W ciągu 20 minut zwierzę może wypchnąć z wykopu 6 kg ziemi

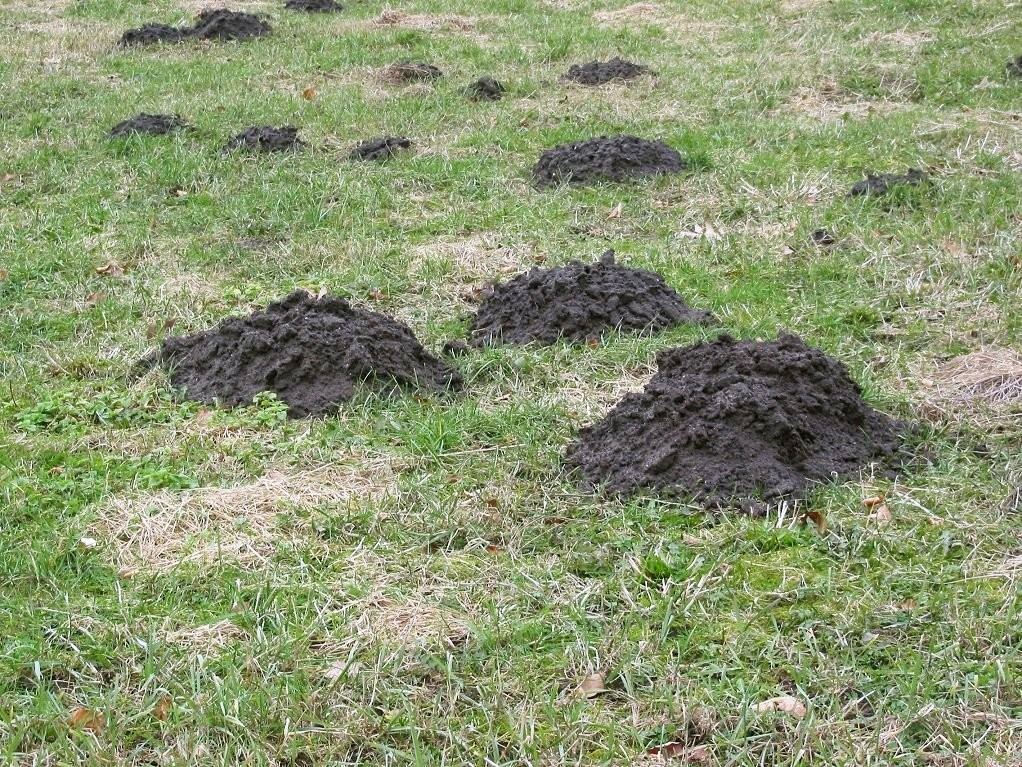
Kopce

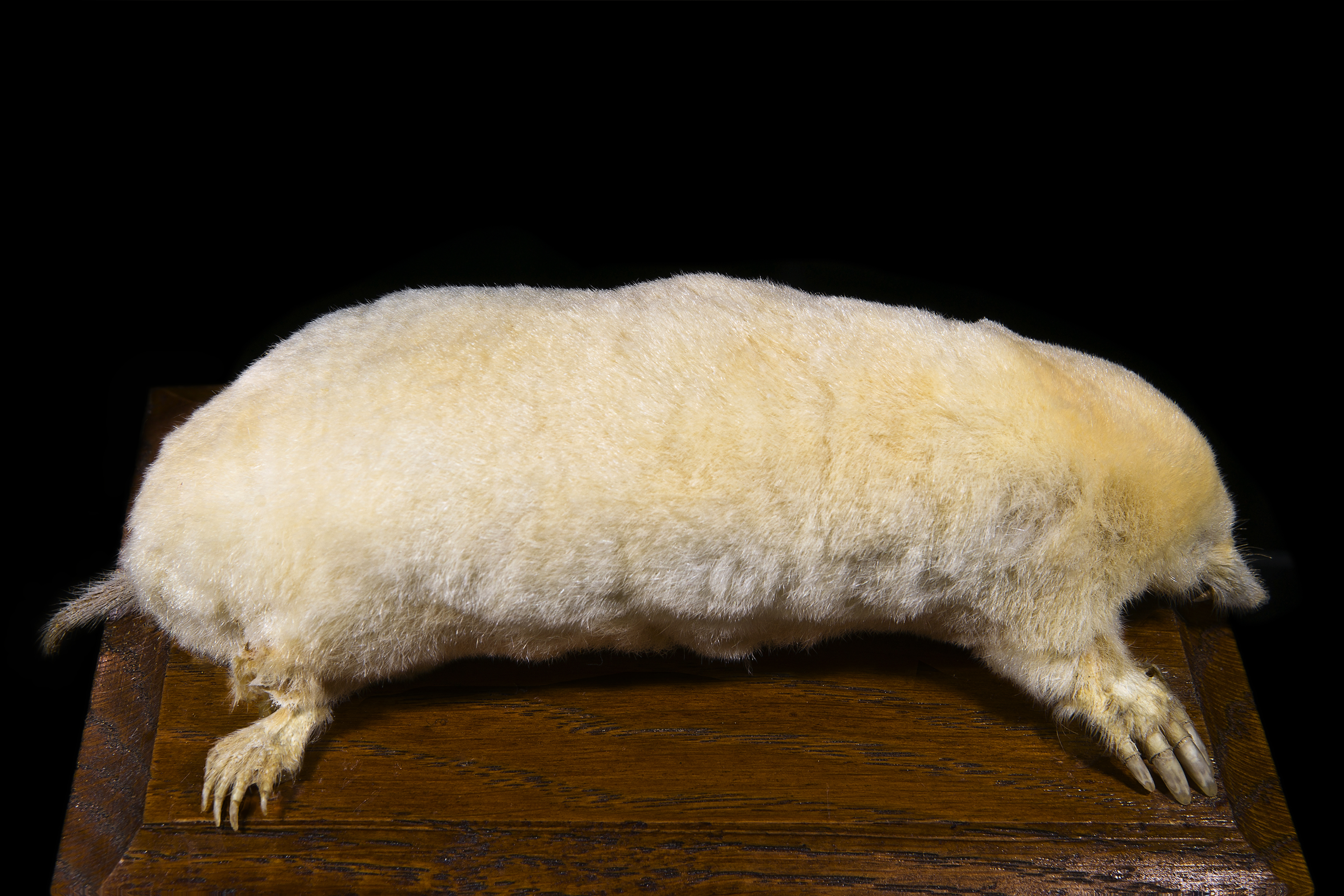
Albinos

Największe kopce pojawiają się na glebach bagiennych, dochodzą nawet do 90 cm wysokości. Na powierzchni ziemi porusza się niezdarnie i rzadko się na niej pojawia.
Buduje podziemne gniazdo z mchu i trawy (czasem uzupełnione pionowym tunelem sięgającym wód gruntowych – rodzajem „studni”), obok którego znajduje się „spiżarnia”, w której gromadzi żywe, unieruchomione dżdżownice (z umiejętnie podciętym zwojem nerwowym). Komora taka, w której znajduje się kilkaset dżdżownic, stanowi zapas pożywienia na zimę. Samica rodzi 2-7 nagich młodych po ciąży trwającej ok. 28 dni (zwykle raz w roku, późną wiosną). Nie zapada w sen zimowy. Zimuje w korytarzach, około 50–60 cm poniżej poziomu zamarzania. Jest zwierzęciem bardzo ruchliwym i aktywnym, żyje ok. 2–4 lat, dojrzałość płciową osiąga po 1 roku życia. Krety żyją samotnie (z wyjątkiem rui przypadającej wiosną), przy spotkaniu są wobec siebie bardzo agresywne. Kret jest aktywny przez ok. 4 godz., po czym mocno śpi przez ok. 3 godz. Jego największa aktywność przypada na godziny poranne i wtedy właśnie powstaje najwięcej kretowisk.

## Podgatunki
Wyróżniono trzy podgatunki kreta europejskiego:
- T. europaea cinerea
- T. europaea europaea
- T. europaea velessiensis

## Status i ochrona
W Polsce jest objęty ochroną gatunkową częściową. Nie jest chroniony na terenie ogrodów, upraw ogrodniczych, szkółek, lotnisk, ziemnych konstrukcji hydrotechnicznych oraz obiektów sportowych.